# Wallanlage von Bilsk

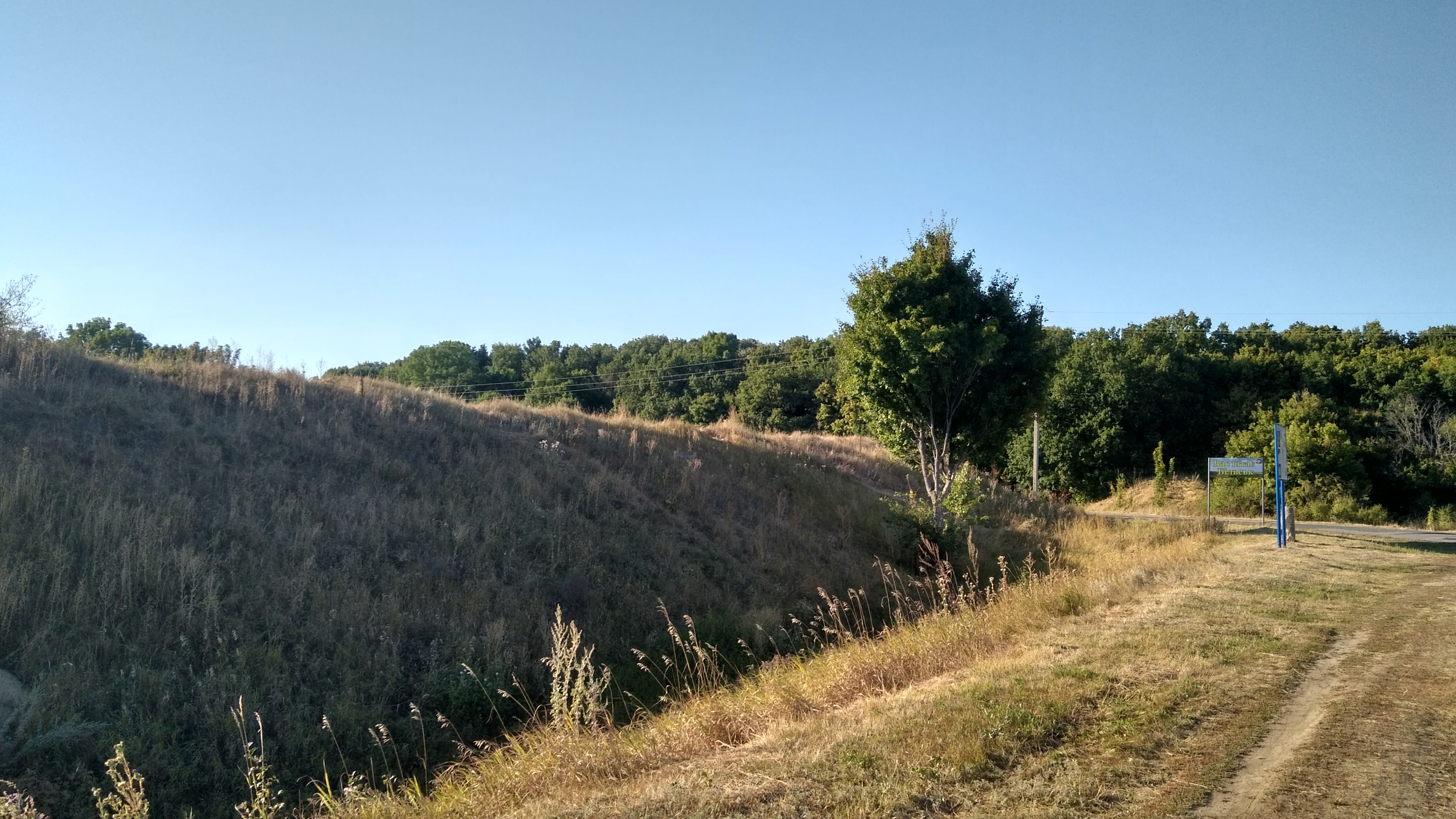
Überreste der Wallanlage

Die Wallanlagen von Bilsk (ukrainisch Більське городище Bilske horodyschtsche) in der ukrainischen Oblast Poltawa gehören zu einer skythenzeitlichen Befestigungsanlage mit ca. 5000 ha Innenfläche. Die Wälle sind insgesamt 34 km lang.

## Lage
Die Wallanlage liegt an der Grenze zwischen Steppe und Waldsteppe, oberhalb des Flusses Worskla. Die heutige Gemeinde Bilsk liegt innerhalb der Wälle.

## Forschungsgeschichte
Bereits 1906 führte V. A. Gorodtsov hier Ausgrabungen durch. Er ordnete die Überreste den Skythen zu. Großflächige Ausgrabungen fanden unter Boris A. Schramko, Irina Borissowna Schramko, Renate Rolle und Sergei Wladimirowitsch Machortych zwischen 1994 und 2005 statt. 2002 wurden umfangreiche geophysikalische Prospektionen durchgeführt. 2015 wurden weitere Grabhügel ausgegraben.

## Siedlungsgeschichte
Die Anlage wurde in der ersten Hälfte des 7. Jahrhunderts v. Chr. gegründet, eine weitere Ausbauphase fand im 4. Jahrhundert v. Chr. statt, letzte Funde stammen aus dem 3. Jahrhundert v. Chr. Eine westliche und eine östliche Befestigung wurden später durch weitere Wälle verbunden. Die Westfestung hat eine Fläche von 85 ha, die Ostfestung ist 95 ha groß, mit 8 m hohen Wällen, die an der Basis 24 m breit sind, und einem vorgelagerten Graben. Die Höhenbefestigung Kuzemin (15 ha) ist eine weitere Ausbauphase des 4. Jahrhunderts im Nordosten der Anlage.
Die Wälle wurden als Pfostenschlitzmauern angelegt und sind von mehreren Toren durchbrochen. Die erste Anlage brannte ab, wie weitläufige Brandschichten belegen. Im 6. Jahrhundert wurden neue Wälle errichtet. Der Holzwall war nun anscheinend außen weiß verputzt. In Innern der Anlage befanden sich Häuser, Werkstätten und große Freiflächen, auch Vorratsgruben, Töpferöfen und Verhüttungsöfen wurden gefunden.

## Wirtschaft
Die Ernährung beruhte auf Ackerbau und Viehzucht. Unter den Pflanzenresten befanden sich Weizen, Gerste und Hirse. Griechische Importe beweisen Kontakte nach Süden.

## Friedhöfe

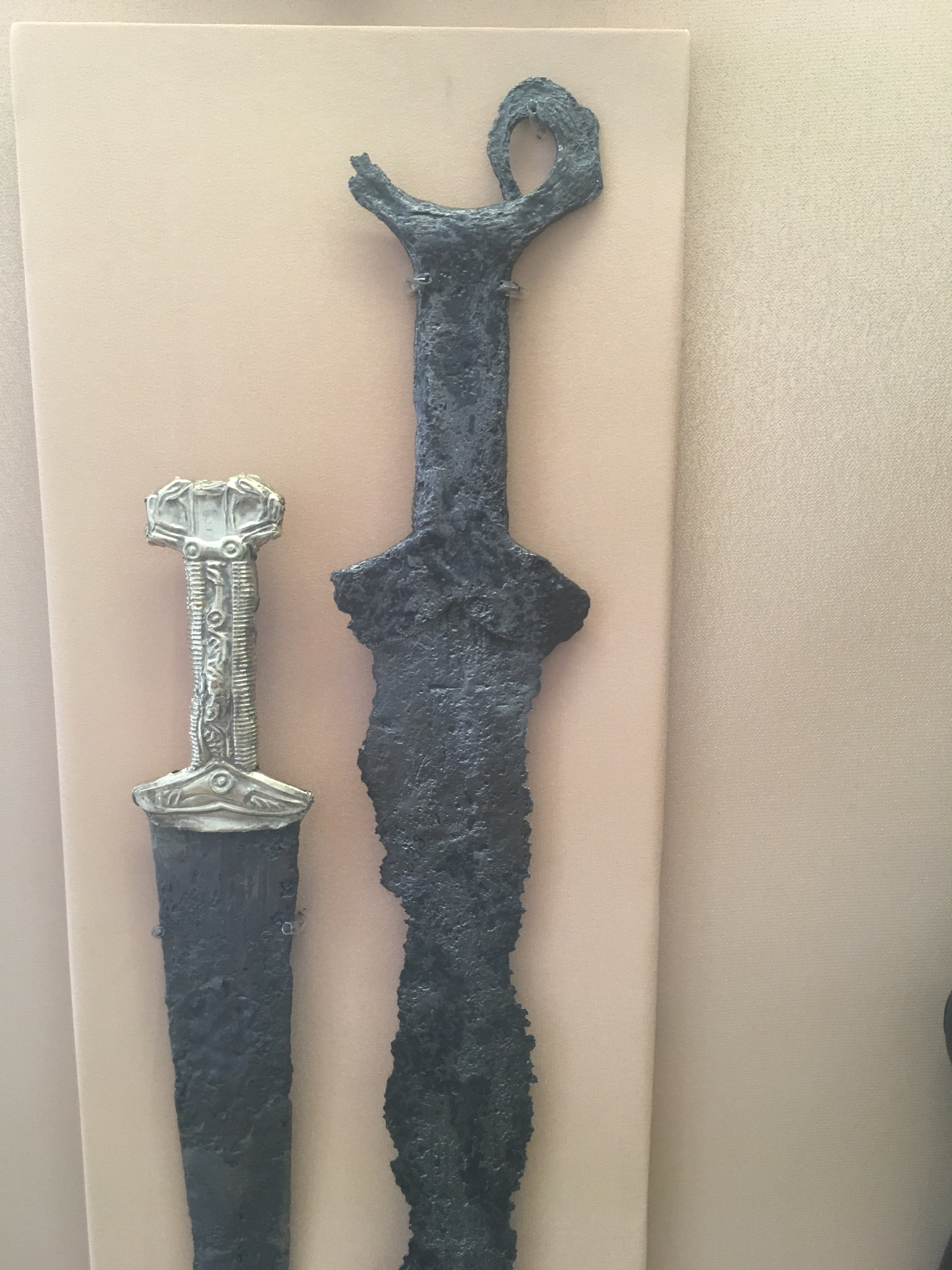
Schwert aus der Nekropole

Die Friedhöfe A und B befanden sich innerhalb der Wälle, auch aus der Siedlung Tsarina sind menschliche Knochen überliefert. Außerhalb der Wälle liegen im Westen die Grabhügelfelder Pereschehepino und Marchenki (Makhortykh/Rolle 2006); ein weiteres in Osnjagi. Das Grabhügelfeld Pereschehepino, 0,6 km nordwestlich des Walles, umfasst etwa 130 Kurgane. Es kann in drei chronologische Gruppen unterteilt werden und war von der ersten Hälfte des 5. bis in die erste Hälfte des 4. Jahrhunderts belegt.

## Kontext
Vergleichbare Anlagen entstanden in der Waldsteppe von der Mitte des 7. bis ins 6. Jahrhundert v. Chr., sie sind zwischen 100 und mehr als 4000 ha groß. Sie ähneln den hallstattzeitlichen Fürstensitzen Zentraleuropas, sind im Allgemeinen aber im Inneren nur spärlich bebaut.

## Deutung
Schramko will Bel'sk mit der von Herodot erwähnten Stadt Gelonos gleichsetzen.